# Тайрона (національний парк)
Тайрона (ісп. Parque Nacional Natural Tayrona) — національний природний парк Колумбії.

## Географія
Національний парк розташований у північній частині Колумбійського Карибського регіону в департаменті Маґдалена за 34 км від міста Санта-Марта. 30 км² території парку охоплюють море та близько 150 км² — сушу.

## Біосфера
Фауна парку налічує близько 300 видів птахів і 108 видів ссавців, 31 вид плазунів, 15 видів земноводних, 202 види губок, 110 видів коралів, 471 вид ракоподібних, 96 видів кільчастих червів, 700 видів молюсків і 401 вид морських і річкових риб. Флора налічує понад 350 видів водоростей і 770 видів рослин. Тайрона — один з трьох національних парків Колумбійського Карибського регіону, що має кораловий рельєф.

## Туризм
Вхід на територію парку платний. Вартість для одного іноземця 42 000 колумбійських песо. Час перебування не обмежений. На пляжах є стоянки, місця для гамаків, навіси, вогнища, мангали тощо. Частина пляжів електрифікована (від генераторів).
До бухти Гайрака можна дістатись сушею, далі — лише човном.